# Cirrhopetalum macraei
Espèce
Statut CITES
Cirrhopetalum macraei ou Bulbophyllum macraei est une espèce de plante de la famille des orchidées. Elle est litophyte ou épiphyte et originaire d'Asie.

## Description
C'est une orchidée de grande taille, dont la croissance est soit litophyte ou occasionnellement épiphyte. Elle est dotée de pseudo-bulbes très rapprochés et d'une seule feuille. Sa floraison est apicale et se produit durant l'été dans une mince feuille. Une plante donne deux à trois fleurs. Cette espèce a besoin de températures chaudes avec une humidité élevée, une bonne circulation de l'air, à la fois de l'ombre et de la lumière et beaucoup d'eau tout au long de l'année.

## Répartition et habitat
Cette espèce se trouve au Sri Lanka, au Japon, à Taiwan, au Vietnam et en Inde à des altitudes comprises entre 300 et 1 500 m, dans des roches calcaires couvertes de mousse ou occasionnellement sur des arbres dans les bases des troncs.